# Hemerodromia apicalis
Hemerodromia apicalis är en tvåvingeart som beskrevs av Smith 1969. Hemerodromia apicalis ingår i släktet Hemerodromia och familjen dansflugor. Inga underarter finns listade i Catalogue of Life.